# Raphidia palaeformis
Raphidia palaeformis är en halssländeart som beskrevs av H. Aspöck och U. Aspöck 1964. Raphidia palaeformis ingår i släktet Raphidia och familjen ormhalssländor. Inga underarter finns listade i Catalogue of Life.